# 松岭门蒙古族乡
松岭门蒙古族乡是中华人民共和国辽宁省朝阳市朝阳县下辖的一个民族乡。

## 行政区划
松岭门蒙古族乡下辖以下村级行政区划单位：
松岭门村、平房营子村、范家村、大二台村、梁家屯村和往户屯村。